# Antecrocodylus
|  | Dieser Artikel wurde aufgrund von formalen oder inhaltlichen Mängeln in der Qualitätssicherung Biologie im Abschnitt „Paläontologie“ zur Verbesserung eingetragen. Dies geschieht, um die Qualität der Biologie-Artikel auf ein akzeptables Niveau zu bringen. Bitte hilf mit, diesen Artikel zu verbessern! Artikel, die nicht signifikant verbessert werden, können gegebenenfalls gelöscht werden. Lies dazu auch die näheren Informationen in den Mindestanforderungen an Biologie-Artikel. Begründung: Fehlinterpretation der Quelle im Abschnitt „Systematik“ (siehe Diskussionsseite); fehlt Merkmalsbeschreibung |

Antecrocodylus ist eine ausgestorbene Gattung aus der Gruppe der Krokodile (Crocodylia), welche während des mittleren Miozäns auf dem Gebiet des heutigen nördlichen Thailands vorkam. Die Gattung wurde im Jahr 2023 von Martin et al. erstbeschrieben. Die einzige Art der monotypischen Gattung ist A. chiangmuanensis.

## Entdeckungsgeschichte
Die Gattung basiert auf der hinteren Hälfte eines Schädels und Unterkiefers, welche in den Braunkohleflözen von Chiang-Muan in Thailand gefunden wurden, bei ihnen handelt es sich also um den Typus der Gattung. Darüber hinaus ordneten Martin et al. der Gattung weitere fossile Exemplare von Krokodilen zu, welche in den Braunkohleflözen von Mae Moh, ebenfalls in Thailand, gefunden wurden.

## Systematik
Martin et al. ordneten Antecrocodylus bei ihrer Erstbeschreibung nahe bei den Echten Krokodilen (Crocodylidae) ein, von denen es auch rezente Vertreter gibt. Antecrocodylus zweigte aber nach ihrer Ansicht schon vom Stammbaum der Krokodile ab, bevor sich die Crocodylidae in einzelne Gattungen aufspalteten. Darauf deutet auch die Namensgebung mit dem lateinischen Vorwort ante (deutsch: vor) hin. Die Gattung ist also das Schwestertaxon der Echten Krokodile.

## Belege
1. 1 2 3 4  Jeremy E. Martin, Wilailuck Naksri, Komsorn Lauprasert, Kamonlak Wongko, Sujintana Chompusri, Saitong Sila, Julien Claude: An early diverging crocodylid from the Middle Miocene of Thailand highlights the role of SE Asia for the radiation of the Crocodyloidea. In: Historical Biology. 12. November 2023, ISSN 0891-2963, S. 1–10, doi:10.1080/08912963.2023.2278152 (tandfonline.com [abgerufen am 25. November 2023]).